# Pelikansgränd

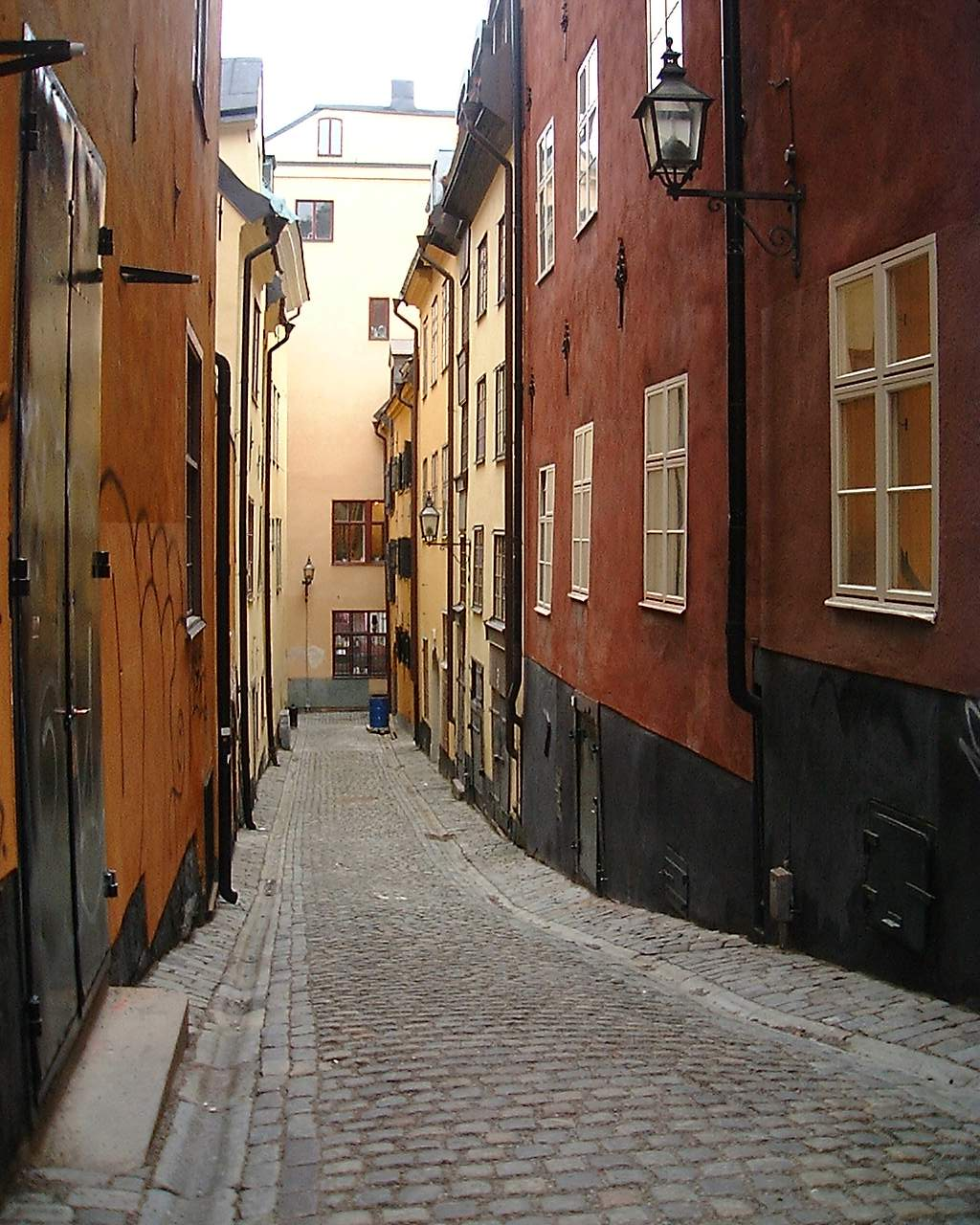
Pelikansgränd mot öster

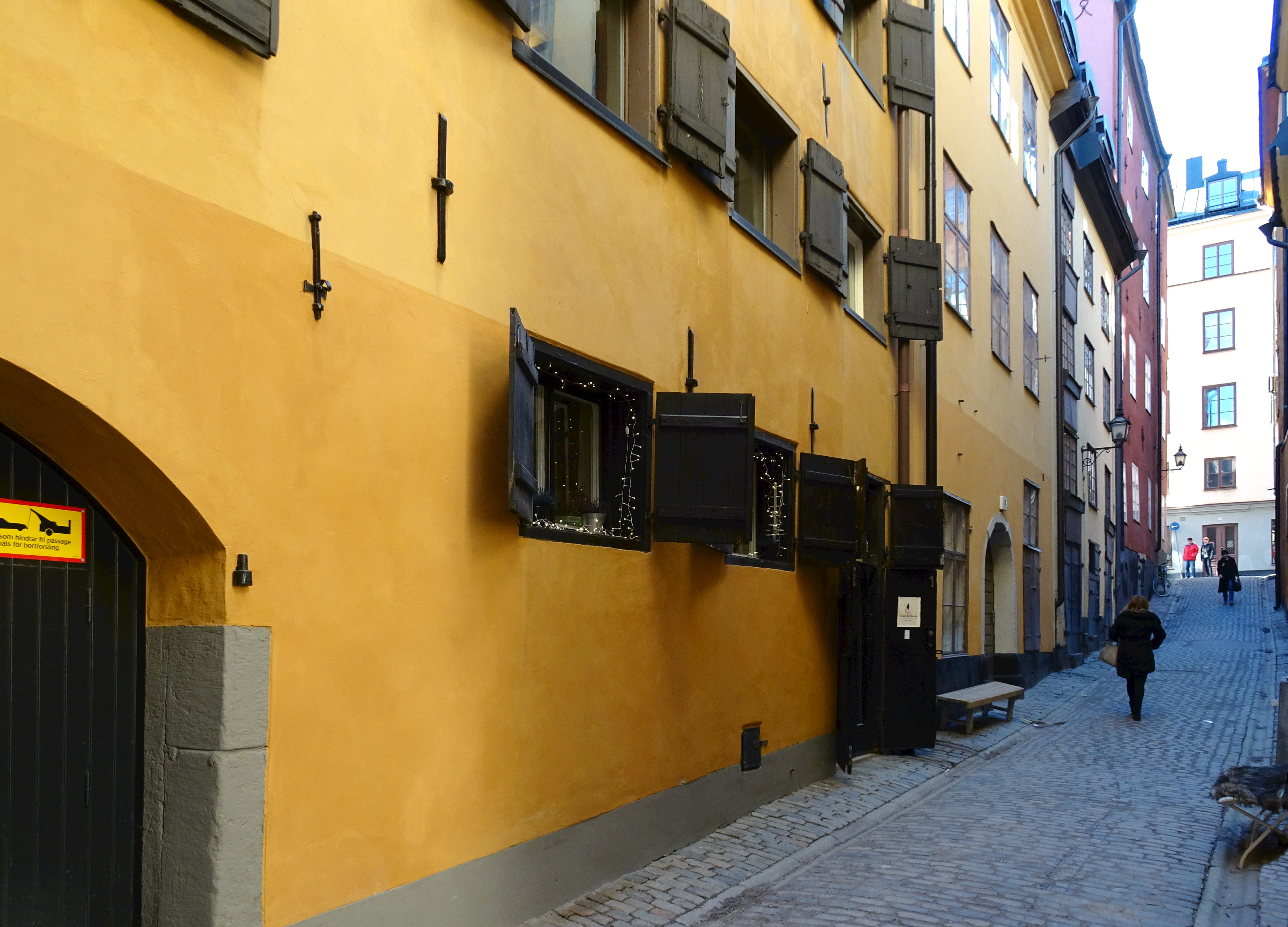
Pelikansgränd mot väster

Pelikansgränd är en gränd i Gamla stan, Stockholm, som går västerut från Gaffelgränd till Österlånggatan. 

## Historik
Gränden har fått sitt namn från källaren Pelikan (ej att förväxla med källaren Pelikan på Södermalm), ett litet utskänkningsställe, som låg i källaren i det hus som ännu står kvar på Österlånggatan 39. Huset byggdes 1664 åt vinskänken Hans Georg Cron, som också drev Pelikan. Innan det hette gränden Lilla S:t Johannes gränd. Grändens norra sida utgörs av kvarteret Callisto och den södra sidan av kvarteret Glaucus.
Under andra hälften av 1700-talet hade Pehr Hilleström en väveriverkstad på Pelikansgränd 5.